# Heteropia medioarticulata
Heteropia medioarticulata är en svampdjursart som beskrevs av Hozawa 1918. Heteropia medioarticulata ingår i släktet Heteropia och familjen Heteropiidae. Inga underarter finns listade i Catalogue of Life.